# Haidmühle
Haidmühle è un comune tedesco di 1 460 abitanti, situato nel land della Baviera.